# بحيرة نمك
بحيرة نَمَك (بالفارسية: دریاچه نمک) هي بحيرة مالحة في إيران. تقع على بعد حوالي 100 كم (62 ميل) شرق مدينة قم و60 كم (37 ميل) من مقاطعة آران وبيدغل على ارتفاع 790 مترًا (2590 قدمًا) فوق مستوى سطح البحر.
البحيرة هي بقايا بحر باراتيثيس، الذي بدأ يجف منذ العصر الحديث الأقرب، تاركًا بحيرة أرومية وبحر قزوين ومسطحات مائية أخرى. تبلغ مساحة سطح البحيرة قرابة 1800 كيلومتر مربع (690 ميل مربع)، لكن معظم هذه المساحة جافة. لا تغطي المياه سوى كيلومتر مربع واحد (0.4 ميل مربع). يصل عمق البحيرة بين 45 سنتيمترًا (17.72 بوصة) إلى متر واحد (39.37 بوصة) فقط.

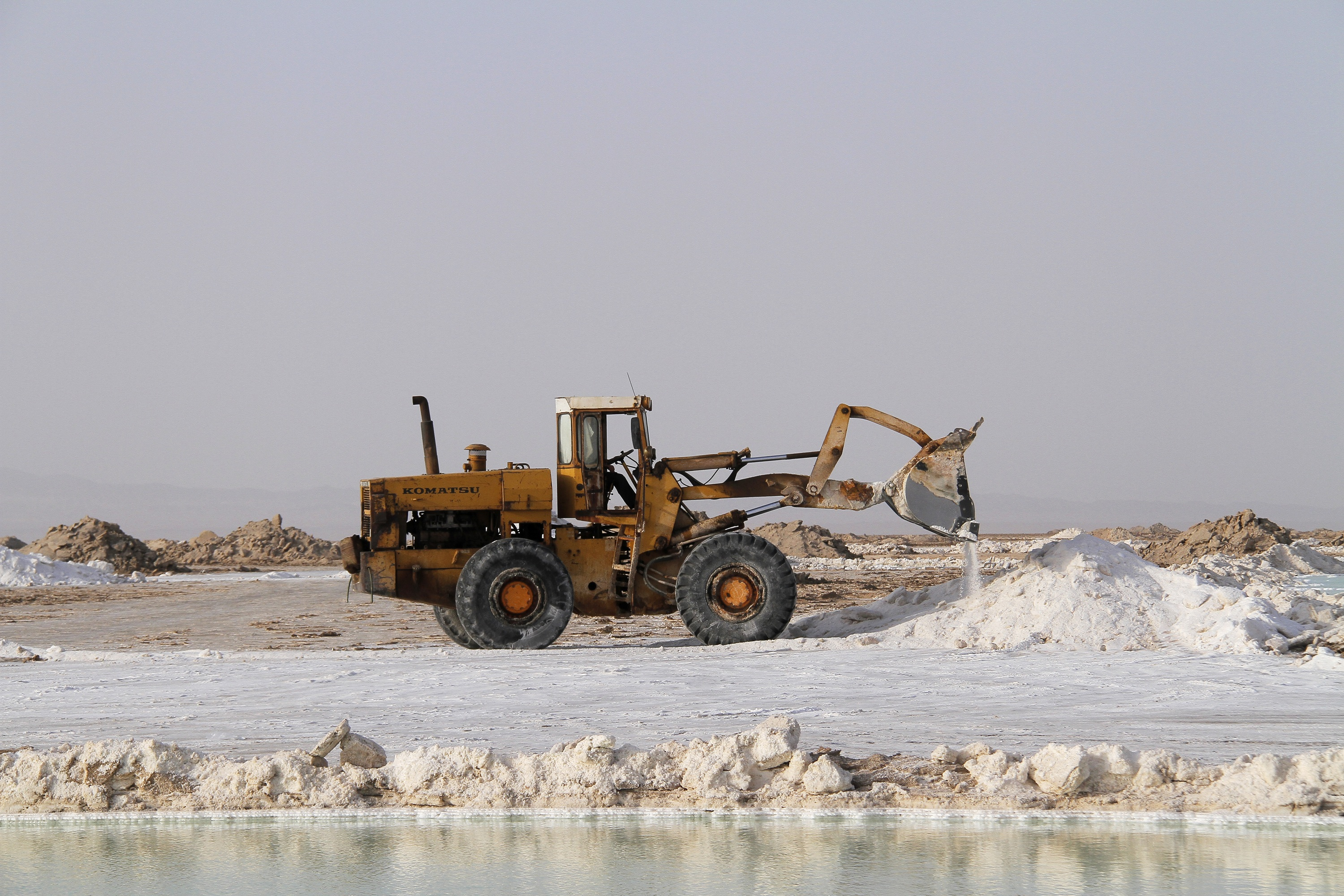
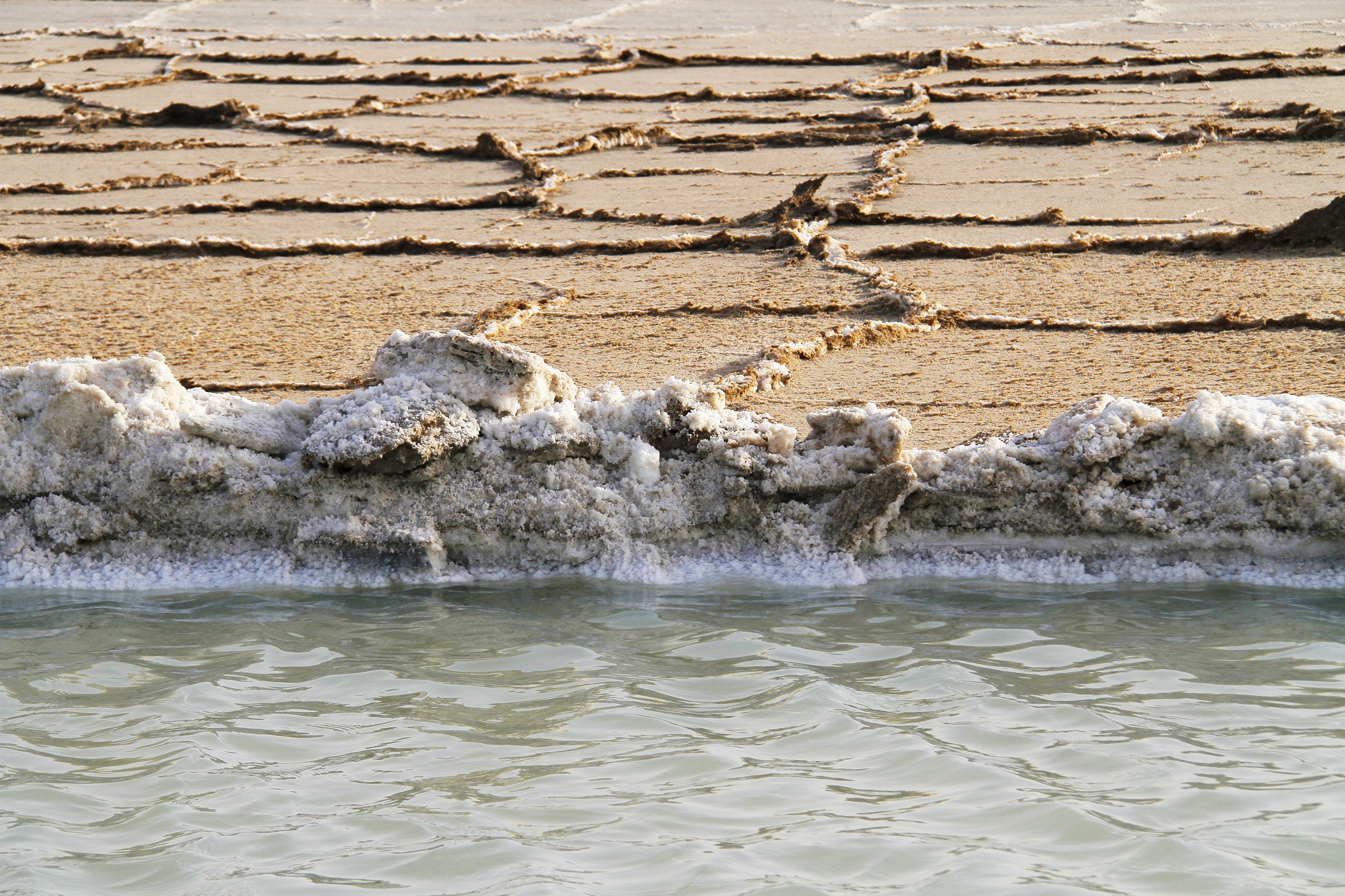